# Swene ter Poorten
Swene ter Poorten  (geboren vor 1399 in Deventer; gestorben 14. Dezember 1439 in Diepenveen) war eine niederländische Ordensfrau im Kloster Diepenveen.

## Leben
Swene ter Poorten war die älteste Tochter des Stadtrates von Deventer Johan ter Poorten (gestorben 1423) und Lutgerd (gestorben vor 1432). Sie hatte zwei Schwestern Geertruid und Aleid, die ebenfalls ins Kloster Diepenveen eintraten. Ihre Eltern engagierten sich stark in der Bewegung der Devotio moderna. Swene und Geertruid betraten am 21. Januar 1408 die Klausur des neuen Klosters Diepenveen. Genau ein Jahr später legten sie ihre Profess ab. Im Schwesternbuch von Diepenveen, in dem die Biografien der Schwestern aufgeschrieben wurden, ist festgehalten, dass Swene, genau wie ihre Schwester Geertruid Bücher kopiert hat. Im Jahr 1413 war sie Sakristanin unter der Subpriorin Liesbeth van Delft. Zu ihren Aufgaben gehörte es, alles für die Messfeierlichkeiten vorzubereiten. Im Jahr 1427 trat Swenes Mutter Lutgerd in das Kloster ein, später folgte ihr Aleid, die als Laienschwester ins Kloster eintrat. Im Jahr 1439 starb Swene ter Poorten nach einer neuntägigen Krankheit am Tag nach dem Fest der Heiligen Lucia, dem 14. Dezember 1439.